# Леобен
Лео́бен (нім. Leoben) — місто на південному-сході Австрії в землі Штирія. Лежить на річці Мур. 1939 до складу Леобена включено місто Донавіц.
Кількість мешканців: 1981 — 32 тисячі.

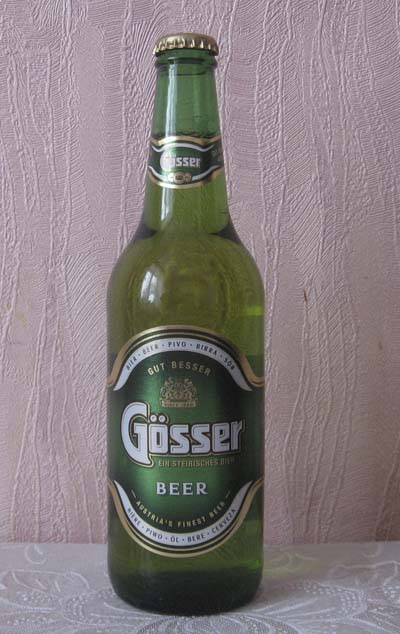
Пиво марки Ґесер

Транспортний вузол. Важливий центр важкої промисловості Верхнєштірійського промислового району.
Промислового значення Леобен набув у 14—15 століттях у зв'язку з добуванням залізної руди.
У Леобені є великий металургійний комбінат (міський район Донавіц). Розвинуті також машинобудівна, деревообробна, швейна та харчова промисловість.
У Леобені розміщений відомий пивоварний комбінат Ґесер (Gösser, міський район Ґес — Göss), що існує з 1860 року і вважається однією з найкращих марок австрійського пива.
У місті є архітектурні пам'ятки 18 століття.

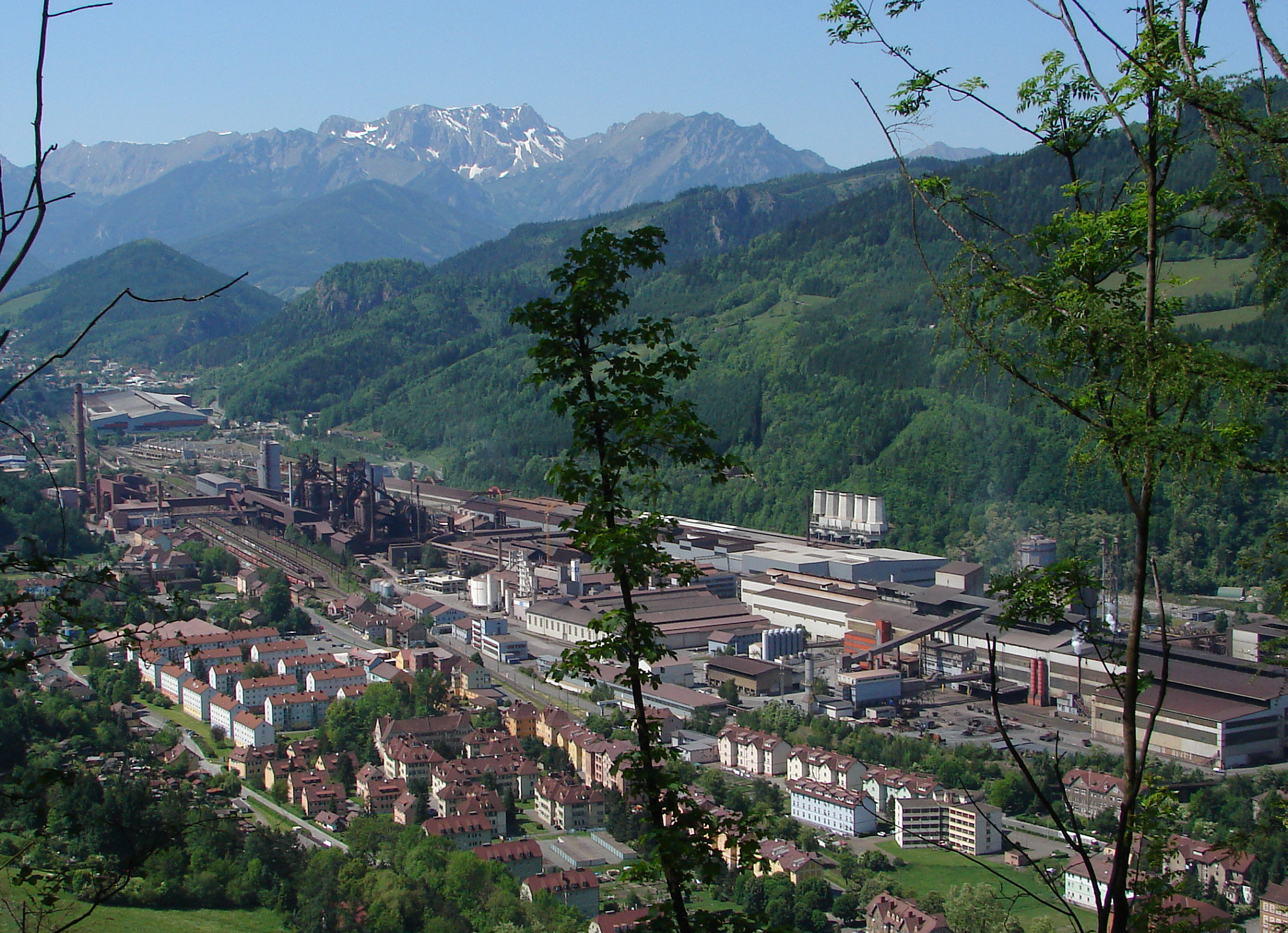
Металургійний завод у Леобені

## Відомі випускники Гірничої академії у Леобені
«Леобенська гірнича академія» у минулому нині називається «Гірничо-металургійна академія».
- У 1898 р. — український письменник Орест Авдикович;
- У 1900 р. — польський гірничий інженер Зигмунт Щотковський;
- у 1890 році-польський професор і ректор Львівської Політехніки Юліан Фабіанський.

## Міста-побратими
- Сюйчжоу, КНР (1994)